# یواس‌اس ایست‌ویند (آی‌ایکس-۲۳۴)
یواس‌اس ایست‌ویند (آی‌ایکس-۲۳۴) (به انگلیسی: USS Eastwind (IX-234)) یک کشتی بود. این کشتی در سال ۱۹۴۶ ساخته شد.